# 進步村 (佛羅里達州)
進步村（英語：Progress Village）是位於美國佛羅里達州希爾斯波羅縣的一個人口普查指定地區。

## 地理
進步村的座標為27°53′47″N 82°21′48″W / 27.89639°N 82.36333°W，而該地最高點為海拔高度5米（即16英尺）。

## 人口
根據2010年美國人口普查的數據，進步村的面積為8.40平方千米，當中陸地面積為7.80平方千米，而水域面積為0.60平方千米。當地共有人口5392人，而人口密度為每平方千米641人。